# یودندورف، اشتراسنگل
یودندورف (به آلمانی: Judendorf-Straßengel) یک منطقهٔ مسکونی در اتریش است که در گراتس اومگبونگ واقع شده‌است. یودندورف ۱۰٫۶۱ کیلومتر مربع مساحت دارد ۳۸۰ متر بالاتر از سطح دریا واقع شده‌است.